# Битаров, Олег Черменович
Олег Черменович Битаров (род. 3 апреля 1958, Усть-Каменогорск) — советский хоккеист, нападающий.

## Биография
Олег Битаров родился 3 апреля 1958 года в городе Усть-Каменогорск Восточно-Казахстанской области (сейчас в Казахстане).
Занимался хоккеем с шайбой в усть-каменогорском «Торпедо». Первым тренером был Валерий Польшаков.
Играл на позиции нападающего. В дебютном сезоне выступал за усть-каменогорское «Торпедо» в первой лиге, забросил 4 шайбы.
Следующие два сезона провёл в рамках армейской службы в хабаровском СКА, который выступал сначала в первенстве РСФСР, а затем во второй лиге. За два сезона провёл 59 матчей, набрал 28 (19+9) очков.
В 1980 году вернулся в «Торпедо» и сыграл в его составе два сезона в первой лиге. В сезоне-1980/81 забросил две шайбы в 27 матчах, в сезоне-1981/82 провёл 68 матчей, набрав 29 (19+10) очков.
В 1982 году перебрался в ижевскую «Ижсталь», выступавшую в высшей лиге. В сезоне-1982/83 провёл 25 матчей, но сделал лишь одну голевую передачу. В переходном турнире за право остаться в высшей лиге сыграл 15 поединков, набрал 5 (4+1) очков. В следующем чемпионате СССР сыграл только 2 матча и вернулся по ходу сезона в «Торпедо», провёл 41 матч в первой лиге, забросил 4 шайбы.
В сезоне-1984/85 играл во второй лиге за ташкентский «Бинокор», забросил 4 шайбы.
В сезоне-1985/86 выступал за карагандинский Автомобилист в первой лиге. На счету Битарова 64 матча и 24 (19+5) очка.
Мастер спорта СССР.
С середины 1990-х годов живёт в Москве, занимается проектированием и монтажом трубопроводов.

## Семья
Жена — Марина Александровна Битарова (до замужества Ершова) (род. 1960), пловчиха.
Сын — Давид Олегович Битаров (род. 1987), занимался хоккеем.